# Heavy Press Program

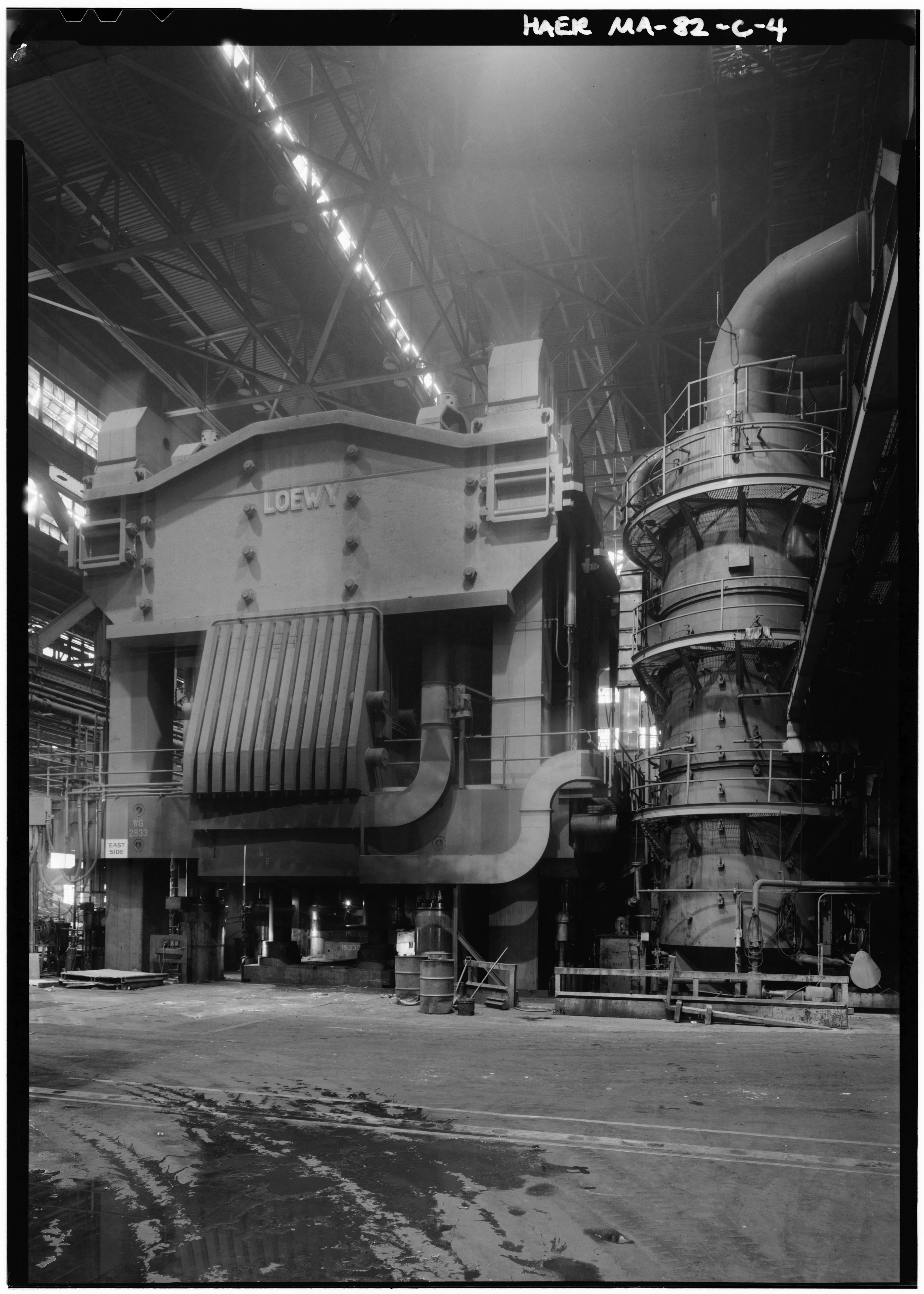
Eine 45.500-Tonnen-Schmiedepresse im Einsatz bei Wyman-Gordon

Das Heavy Press Program (deutsch: Schwere-Presse-Programm) war ein US-amerikanisches Industrieprojekt, dass auf Bestreben der United States Air Force zur Entwicklung der größten Extrusions- und Schmiedepressen der Welt führen sollte. Die gebauten Maschinen erweiterten die Kapazitäten der US-Rüstungsindustrie zur Herstellung von Strukturteilen für die Luftfahrt aus Leichtmetallen wie Aluminium und Magnesium. Das Projekt begann während des Kalten Krieges im Jahr 1950 und endete bereits 1957 nach der Fertigstellung von sechs Extrusions- und vier Schmiedepressen mit Umformkräften von bis zu 50.000 Amerikanischen Tonnen (~45.400 metrische Tonnen). Die Kosten für den Bau der Pressen, von denen bis heute acht in Gebrauch sind, beliefen sich zum damaligen Zeitpunkt auf 279 Millionen US-Dollar. Größere Pressen finden sich heute in Japan, Frankreich, Russland und China.

## Geschichte

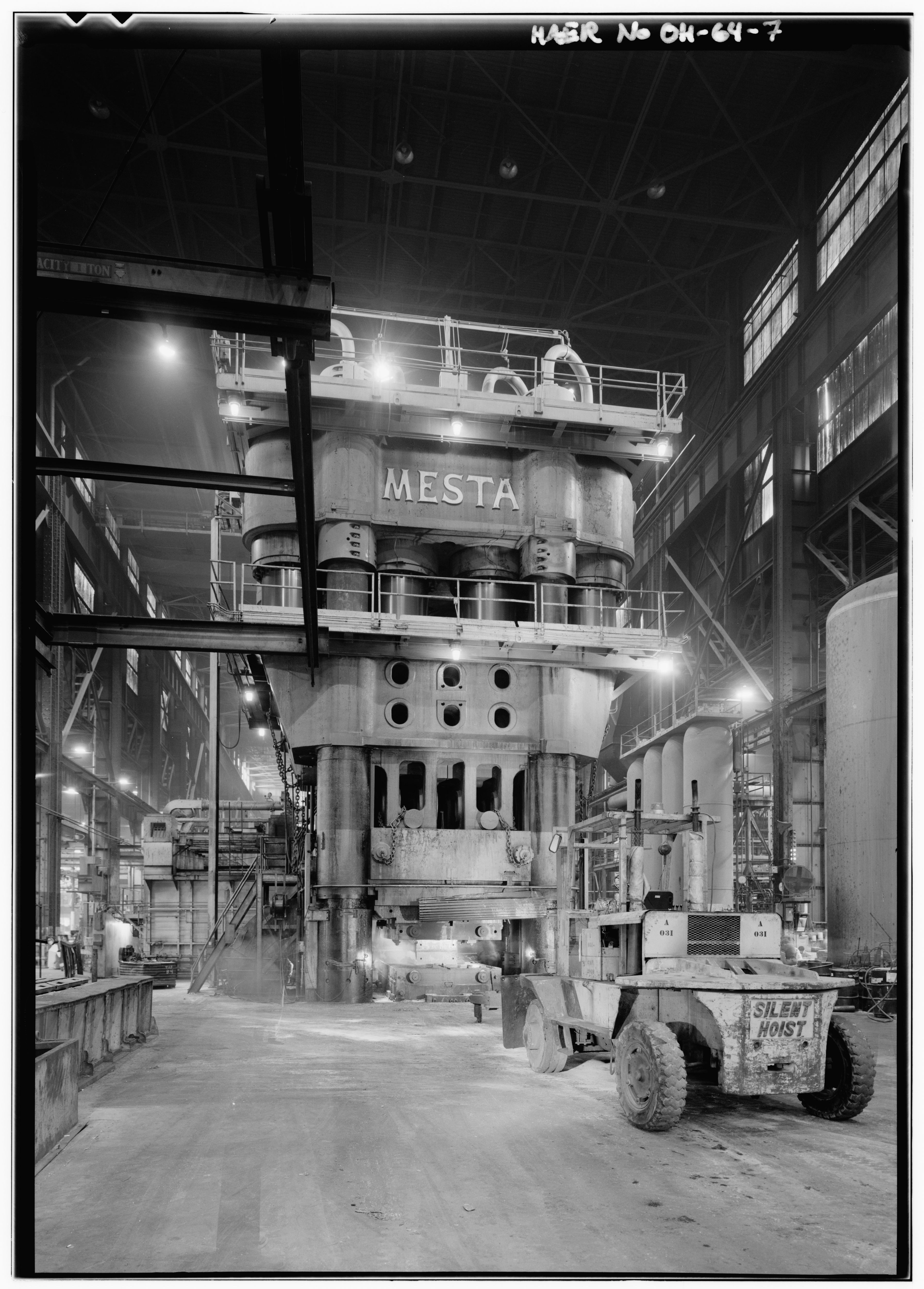
Die 45.500-Tonnen-Schmiedepresse von Alcoa

Die Idee zum Bau schwerer Extrusions- und Schmiedepressen wurde grundlegend durch Erfahrungen während des Zweiten Weltkriegs getrieben. Durch mehrere große Pressen war das Deutsche Reich in der Lage, Bauteile für Flugzeuge der Luftwaffe in großen Stückzahlen zu produzieren. Gleichzeitig konnten komplexere Teile in einem Stück gefertigt werden und mussten nicht mehr aus mehreren Einzelteilen aufwendig durch Nieten gefügt werden. Eine der größten Schmiedemaschinen mit einer Kraft von knapp 30.000 Tonnen und Baupläne für eine 50.000-Tonnen-Presse fielen nach dem Krieg einer Demontage der Sowjets zum Opfer. Die USA konnten lediglich wesentlich kleinere Pressen für sich gewinnen, die eiligst über den Atlantik verschifft wurden. Diese Umstände erzeugten auf amerikanischer Seite Befürchtungen, man könnte technologisch gegenüber der UdSSR ins Hintertreffen geraten und begründeten die Entwicklung eigener Entwürfe schwerer Pressen.
Ursprünglich war der Bau von 17 Pressen geplant, der Umfang des Projekts wurde allerdings 1953 auf zehn Stück begrenzt.
Ein Lieutenant General der US-Luftwaffe, K. B. Wolfe, war eine treibende Kraft hinter dem Entwicklungsprojekt.

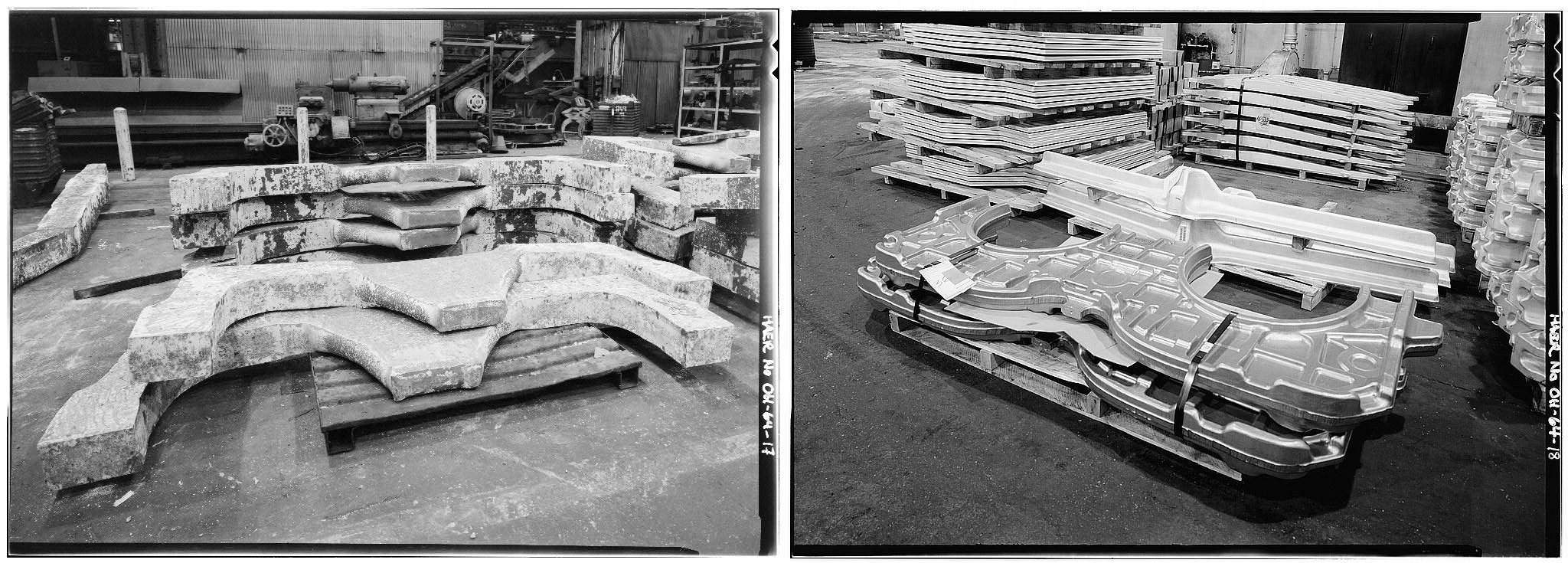
Titan-Strukturteile für eine McDonnell Douglas F-15 vor und nach der Bearbeitung durch die 45.500-Tonnen-Presse bei Alcoa

## Gebaute Pressen
| Kraft (metr. Tonnen) | Pressentyp     | Hersteller          | Angewendet durch   | Ort                                        | Betriebsaufnahme                  |
| -------------------- | -------------- | ------------------- | ------------------ | ------------------------------------------ | --------------------------------- |
| 12.000               | Extrusion      | Schloemann          | Alcoa              | Lafayette, Indiana                         | 1953                              |
| 45.500               | Schmiedepresse | Mesta Machinery     | Alcoa              | Air Force Plant 47, Cleveland, Ohio        | 5. Mai 1955                       |
| 31.800               | Schmiedepresse | United Engineering  | Alcoa              | Air Force Plant 47, Cleveland, Ohio        | 1955                              |
| 7.300                | Extrusion      | Loewy Hydropress    | Kaiser Aluminum    | Halethorpe, Maryland                       |                                   |
| 7.300                | Extrusion      | Loewy Hydropress    | Kaiser Aluminum    | Halethorpe, Maryland                       |                                   |
| 7.300                | Extrusion      | Loewy Hydropress    | Harvey Machine Co. | Torrance, Kalifornien                      |                                   |
| 10.900               | Extrusion      | Lombard Corporation | Harvey Machine Co. | Torrance, Kalifornien                      | August 1957 (Verschrottet 1990er) |
| 45.500               | Schmiedepresse | Loewy Hydropress    | Wyman-Gordon       | Air Force Plant 63, Grafton, Massachusetts | Oktober 1955                      |
| 31.800               | Schmiedepresse | Loewy Hydropress    | Wyman-Gordon       | Air Force Plant 63, Grafton, Massachusetts | Februar 1955                      |
| 10.900               | Extrusion      | Loewy Hydropress    | Curtiss-Wright     | Buffalo, New York                          |                                   |

## Ehrung
Die American Society of Mechanical Engineers erklärte die 45.500-Tonnen-Pressen von Alcoa und Wyman-Gordon in den Jahren 1981 und 1983 zu historischen Meilensteinen des Ingenieurwesens und nahm sie damit in ihre Liste der Historic Mechanical Engineering Landmarks auf.